# Eumelo di Corinto
Eumelo di Corinto (in greco antico: Εὔμηλος ὁ Κορίνθιος?, Èumēlos ho Korìnthios; Corinto, VIII secolo a.C. – ...) è stato un poeta greco antico dell'omonima città.

## Biografia
Non si hanno molte notizie certe su Eumelo, a cominciare dalla data della morte. Apparteneva all'illustre famiglia dei Bacchiadi, che governò a Corinto dal 747 al 657 a.C. Fu uno dei primi corinzi ad approdare in Sicilia, nel 734 a.C., fondando (assieme all'amico e condottiero Archia) in Ortigia il primo nucleo di quella che sarebbe divenuta la città siciliana più potente, Siracusa.

## Opere
Ad Eumelo furono attribuite diverse opere, tra cui due poemi del Ciclo epico, ossia i Korinthiakà ("Canti corinzi"), che cantava i miti della fondazione e della storia della sua città, tra i quali raccontava l'impresa degli Argonauti, e la Titanomachia, sulla lotta degli dei dell'Olimpo contro i Titani.

All'attività epica appartenevano, ancora, una Europia, su Europa e la fondazione di Tebe, ed una Bugonia.

Di tipo lirico corale era un Prosodiòn, canto in onore di Apollo e Artemide, che secondo Pausania fu eseguito a Delo da un coro di messeni.